# 킥판

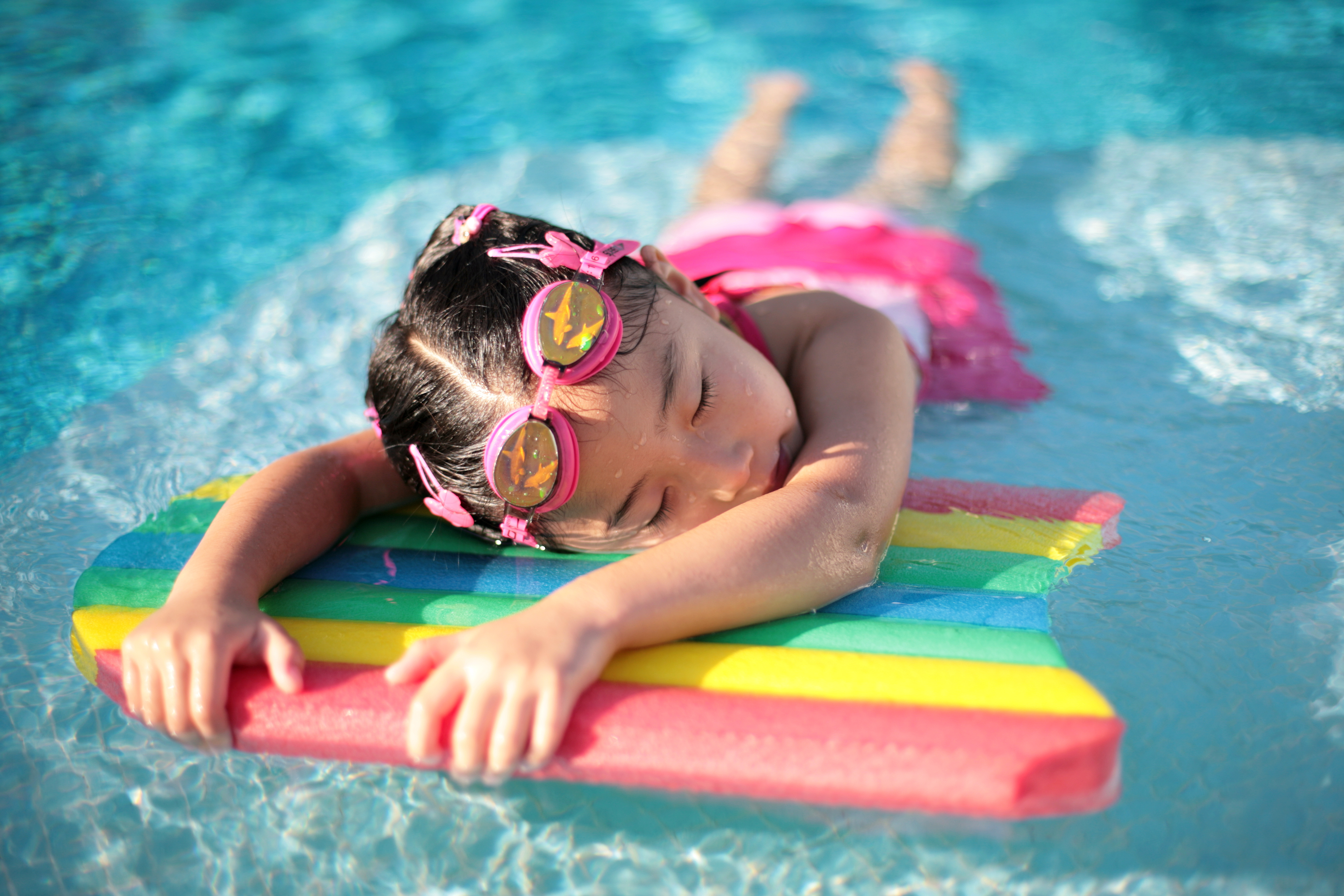
킥판을 타고 있는 소녀

킥판은 부력을 얻기 위해 사용하는 판 모양의 수영 공구이다. 킥판은 수영 방법을 배우기 시작하거나 치료 또는 훈련 목적으로 운동하는 동안 유아 또는 기타 아주 어린 어린이에게 사용되는 장치이다. 다양한 모양과 유형으로 제공되는 이러한 장치는 부력을 돕거나 재미를 위해 부유시키는 데 사용된다.
어린이와 성인을 위한 가장 일반적인 킥판은 공기주입식 링(사용자가 가운데에 위치)과 공기주입식 암밴드(사용자의 팔 주위에 위치)이다. 밸브를 통해 팽창된 후에는 주로 공기로 구성되어 있고 얇은 합성 물질 층으로 둘러싸여 있기 때문에 물보다 밀도가 훨씬 낮다.
킥판을 이용한 수영은 자유 수영보다 더 어려울 수 있다. 왜냐하면 킥판을 수영하는 사람 앞에 잡으면 수영하는 사람의 체중이 다리로만 추진되고 그 반대의 경우도 마찬가지이기 때문에 다리에 더 격렬한 운동이 주어지기 때문이다.

## 같이 보기
- 구명부환
- 개인구명동의
- 튜브 (수영)